# 日高中部消防組合
日高中部消防組合（ひだかちゅうぶしょうぼうくみあい）は、北海道日高郡新ひだか町、新冠郡新冠町が組織する一部事務組合（消防組合）。

## 沿革
- 1971年（昭和46年）：静内郡静内町・三石郡三石町・新冠郡新冠町によって日高中部消防組合発足。
- 1974年（昭和49年）：三石出張所を三石支署、新冠出張所を新冠支署と改称。
- 1980年（昭和55年）：消防署庁舎増築。
- 1991年（平成03年）：北海道広域消防相互応援協定締結。
- 1998年（平成10年）：新冠支署移転新築。
- 2002年（平成14年）：三石支署歌笛分遣所廃止。
- 2003年（平成15年）：三石支署新庁舎･コミュニティセンター完成。
- 2006年（平成18年）：静内町と三石町が合併し、新ひだか町誕生。新ひだか町と新冠町による一部事務組合に改編。新冠支署節婦分遣所廃止。
- 2012年（平成24年）：消防緊急通信指令システム運用開始。消防署庁舎改築（本庁舎棟）。
- 2013年（平成25年）：消防署庁舎改築（副棟）。消防救急デジタル無線運用開始。

## 組織
- 消防本部
  - 総務課
  - 警防課
  - 消防署
    - 庶務課
    - 予防課
    - 消防課
    - 救急救命課
    - 第1消防隊
      - 東静内分遣所
      - 春立分遣所

    - 第2消防隊

  - 三石支署
  - 新冠支署

## 消防車両
「消防自動車等現勢一覧表」参照
- タンク車：5
- 大型水槽車：3
- はしご車：1
- 指令車：3
- 連絡車：4
- 高規格救急車：6
- 指揮広報車：1
- 広報車：1
- マイクロバス：1
- 資機材搬送車：1
- 連絡車：4
- 作業車：1
- 消防団員輸送車：1

## 消防署
| 消防署 | 住所                                   | 支署                                                               | 分遣所                                                                 |
| ------ | -------------------------------------- | ------------------------------------------------------------------ | ---------------------------------------------------------------------- |
| 消防署 | 日高郡新ひだか町静内こうせい町2丁目1-1 | 三石：日高郡新ひだか町三石東蓬莱10-1 新冠：新冠郡新冠町字中央町5-3 | 東静内：日高郡新ひだか町東静内62-2 春立：日高郡新ひだか町静内春立155-2 |